# Alberto Míguez
Alberto Míguez (La Corunya, 1940 – Madrid, 25 de novembre del 2009) fou un periodista gallec. Va escriure als diaris Madrid, El País i La Vanguardia entre d'altres. Va cobrir esdeveniments rellevants de l'escena internacional, com el cop d'estat contra Salvador Allende (1973), o la Revolució dels Clavells de Portugal (1974).